# Mazel (auteur)
Pour les articles homonymes, voir Mazel.
Luc Maezelle, dit Mazel, né le 27 juin 1931 à Herentals (province d'Anvers) et mort le 20 juin 2024, est un auteur de bande dessinée belge.

## Biographie
Luc Maezelle naît le 27 juin 1931 à Herentals dans la province d'Anvers,. Mazel découvre des études d'architecture à l'Institut Saint-Luc de Bruxelles. Encouragé par la nièce de Sirius, Mazel envoie ses planches à Spirou et Tintin.
De 1960 à 1968, Mazel travaille surtout pour Tintin, où il dessine les aventures de Bôjolet et Riesling (deux clochards), Cromagnon ainsi que Fleurdelys (sur un scénario de Vicq), première de ses séries de mousquetaires. Parallèlement, il travaille au studio Greg et participe à la série As publiée dans Pif Gadget. Pour ce même support, en collaboration avec Dédé (André Verheye), il réalise Coyote Bill, un western humoristique qu'il signe sous le nom de plume Mavericq.
À la même époque, Mazel collabore également à Pilote et ponctuellement à Spirou où Charles Dupuis lui propose de collaborer régulièrement en 1969. Il lance, en 1969, avec Raoul Cauvin la série Câline et Calebasse mettant en scène un mousquetaire du cardinal et sa jument très irritable. Ensuite, il assure seul la production de 1974 jusqu'en 1992 lorsque la série devient Les Mousquetaires.
De 1975 à 1987, sur un scénario de Raoul Cauvin, Mazel dessine Boulouloum et Guiliguili (qui devient Les Jungles perdues en 1983).
En 1981, Mazel anime, avec Gérald Frydman, deux aventures de Jessie Jane (2 albums, MC Productions) et réédité sous forme d'intégrale dans la collection « Patrimoine » aux éditions Dupuis en 2017.
De 1993 à 2004, Mazel dessine Les Paparazzi sur scénario de Raoul Cauvin.
Mazel participe, en outre, à divers albums collectifs dont 35 ans du journal Tintin - 35 ans d'humour ; L'Oiseau de la paix ; Parodies 2 - ... par leurs vrais auteurs ! ; C'est fou le foot sans les règles et Les Duos de Cauvin.
Depuis 2004, Mazel consacre tout son temps à la peinture (huiles sur toile et aquarelles), à la gravure, à la sculpture et aux illustrations de plus grand formats (acrylique, aquarelles, huiles).
Mazel (Luc Maezelle) meurt dans la nuit du 19 au 20 juin 2024, à l'âge de 92 ans,,,.

## Publications

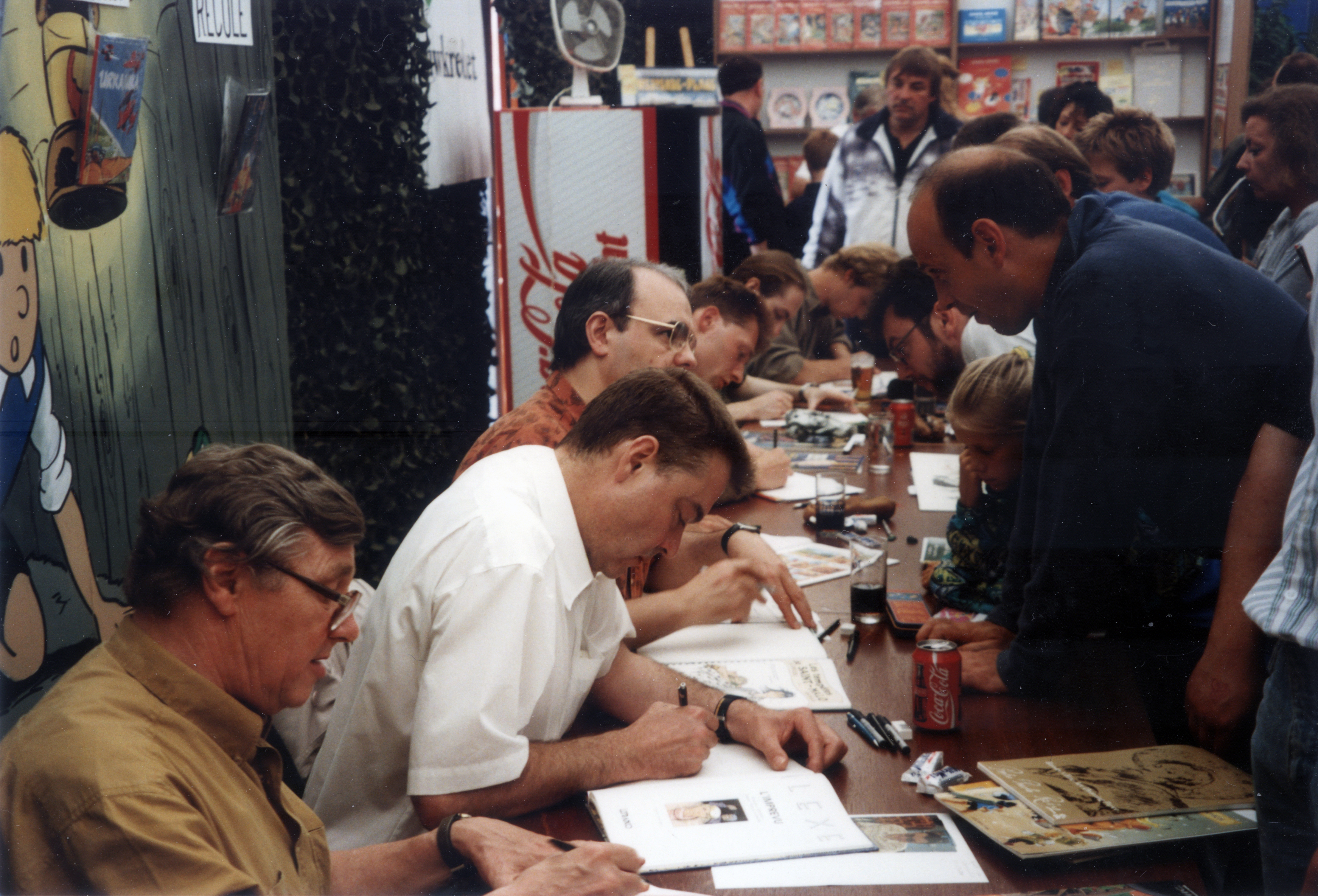
Mazel, Marcel Jaradin, Claude Laverdure et Alec Séverin en 1997.

### Albums de bande dessinée
- La Première Femme de Barbe-Bleue[27], P & T Productions, 1997
Scénario et dessin : Mazel - Couleurs : Luce Daniels -  (ISBN 2-87265-043-1)

### Collectifs
- 35 ans du journal Tintin - 35 ans d'humour[28], Le Lombard, Bruxelles, septembre 1981
Scénario et dessin : collectif dont Mazel - Couleurs : quadrichromieParticipation : Allons, allons!... un grain d'optimisme que diable, L'Histoire d'un scénario humoristique.
- L'Oiseau de la paix[29], Association du livre de la paix, janvier 1986
Scénario et couleurs : collectif - Dessin : collectif dont Mazel40 auteurs réunis pour un album pour la paix.
- 2. Parodies 2 - ... par leurs vrais auteurs ![30] , M.C. Productions, novembre 1988
Scénario : collectif - Dessin : collectif dont Mazel - Couleurs : quadrichromie -  (ISBN 2-87764-011-6),Participation : Jessie Jane.
- C'est fou le foot sans les règles, Pictoris studio, mai 1998
Scénario : collectif - Dessin : collectif dont Mazel - Couleurs : quadrichromie -  (ISBN 2-84153-100-7)
- HS. Les Duos de Cauvin, CBBD et La Poste belge, coll. « Philabédé », Bruxelles, 30 octobre 2006
Scénario : Raoul Cauvin - Dessin : collectif dont Mazel - Couleurs : quadrichromie -  (ISBN 2-930196-69-6)Format A5. Tirage limité à 1 600 exemplaires numérotés. Revêtu des 15 duostamp® émis par La Poste belge, frappés d'un cachet réalisé par Walthéry, spécialement créé pour l’occasion.

### DansLe Journal de Tintin
- Hyppolyte : homme des cavernes, récit court de quatre pages (sous le nom de Maezelle), 1960.
- Cromagnon, deux gags et deux récits courts, 1961-1965.
- Une aventure de Périn : L'Affaire tarentule, une histoire à suivre, 1961.
- Ivan le petit Moujik (dessin), avec Yves Duval (scénario), récit court de quatre pages, 1962.
- L’Étrange oncle Fédor (dessin), avec Duval (scénario), récit court de quatre pages, 1963.
- L’Escale de Pernambouc (dessin), avec Step (scénario), récit court de quatre pages, 1964.
- Dix-sept récits courts de Bôjolet (dessin et scénario), avec Acar (scénario sur quatre histoires), 1964-1966.
- Éric le Rouge, le Viking (dessin), avec Claire Godet (scénario), récit court de quatre pages, 1965.
- Comment gagner un concours ! (dessin), avec Acar (scénario), récit court de deux pages, 1965.
- Connaissance du monde… le touriste (dessin), avec (scénario), récit court de cinq pages, 1965.
- La Vengeance de Pecos Bill, récit court de six pages, 1965.
- Histoire de fou (dessin), avec Acar (scénario), gag, 1966.
- L’Histoire d’un scénario humoristique, gag, 1966.
- Allons, allons !... Un grain d’optimisme, que diable !..., gag, 1966.
- Les Petits Chantres de Perlemont, récit court de deux pages, 1966.
- Onze gags, quinze récits courts et une histoire à suivre de Fleurdelys (dessin), avec Vicq (scénario), 1966-1968.
- Pâques–rettes pour Barbapou, récit court de sept pages, 1967.
- Le Bœuf mode (illustration), Acar (texte), nouvelle, 1967.
- Les Vacances et le goût de solitude (dessin), avec Cram (scénario), récit court de deux pages, 1967.
- 5 pages sur orbite (dessin), avec Brondeel (scénario), récit court de cinq pages, 1967.
- Spécial 1.000 (dessin), avec Acar (scénario), récit court de quatre pages, 1967.
- Non mais !, gag, 1968.

### DansSpirou

#### Séries
- Seize histoires à suivre, dix-neuf gags et vingt-cinq récits courts de Câline et Calebasse (dessin, scénario à partir de 1974), avec Raoul Cauvin (scénario de 1969 à 1978), 1969-1978. Devient en 1974 Les Mousquetaires.
- Quinze récits courts et onze histoires à suivre de Boulouloum et Guiliguili (dessin), avec Raoul Cauvin (scénario), 1975-1987. Devient en 1983 Les Jungles perdues
- Deux histoires à suivre et un récit court de Jessie Jane (dessin), avec Gérald Frydman, 1981-1983.
- 161 récits courts et gags des Paparazzi (dessin), avec Raoul Cauvin (scénario), 1993-2004.

#### Histoires ponctuelles
- Un exploit surhumain (dessin), Belle histoire de l'Oncle Paul avec Octave Joly (scénario), 1963.
- Le Diamant noir (dessin), avec Raoul Cauvin (scénario), six pages, 1969.
- Animaux de notre temps : L’hyène (dessin), avec Raoul Cauvin (scénario), deux pages, 1974.
- Au fil de l'épée (dessin), avec Raoul Cauvin et Gérald Frydman, quatre pages, 1974.
- La Semaine prochaine, neuf annonces, 1974, 1977.
- Cell’ que j’préfère c’est la guerr de quatorz dix–huit (dessin), avec Félix Zygmunt, cinq pages, 1975.
- Le Déroutant Orang–outan, trois pages, 1976.
- Les Fourmis (dessin), avec Raoul Cauvin (scénario), trois pages, 1977.
- Dracula et le père Noël et Bonne femme de Neige, deux pages chacun, 1979.
- Bertrand le sceptique, trois pages, 1984.
- Conte gothique (dessin), avec Schmitz (scénario), neuf pages, 1986.
- Répète un peu pour voir ! (dessin), avec Christian Godard (scénario), trois pages, 1993.
- Le Coin des bonnes affaires (dessin), avec Jean-Louis Janssens (scénario), gag, 1994.
- Christmas (dessin), avec Drouzie (scénario), quatre pages, 1994.

### DansPilote
- Constantin frise le déshonneur (dessin, sous le nom de Zem), avec Jacques Lob (scénario), récit court de six pages, 1963.
- O.K. 27-43 (dessin), avec Vasseur (scénario), trois récits courts (dont deux sous le nom d'Idem), 1964-1965.
- Le Téléphonophage ! (dessin), avec Valette, 1966.
- Une tasse pour une soucoupe (dessin), avec Chaberic, 1968.

### DansPif Gadget
- Sept récits courts de Chacal Bill (sous le pseudonyme de Mavérick), 1975-1977.

### DansTotal Journal
- Une aventure de Merlock Molmes[31], récit de six pages, (dessin), scénario de Linus, dans le no 15 du journal d'entreprise de la société Total du 15 juillet 1968.

### Filmographie
- Alephah[32], animateur, de Gérald Frydman, 1981.

## Prix et récompenses
- 2003 :  Crayon d'or au Festival de bande dessinée de Middelkerke à Middelkerke pour Câline et Calebasse et Les Paparazzi[33],[34].
- 2004 :  Crayon d'or de Bruxelles pour l'ensemble de son œuvre décerné par la Chambre belge des experts en bande dessinée[34],[35].

#### Livres
: document utilisé comme source pour la rédaction de cet article.
- Jean Van Hamme, Introduction à la bande dessinée belge, Bruxelles, Bibliothèque royale de Belgique, 1968, 80 p., ill. ; 26 cm (lire en ligne), p. 35[catalogue] publié à l'occasion de l'exposition La bande dessinée en Belgique, Bibliothèque Albert Ier, [Bruxelles], du 29 juin au 25 août 1968.
- Jean Pirotte (dir.) et Luc Courtois, Du régional à l'universel. : L'imaginaire wallon dans la bande dessinée., Louvain-la-Neuve, Fondation wallonne Pierre-Marie et Jean-François Humblet, 1999, 310 p. (ISBN 978-2-9600072-3-7 et 2960007239, OCLC 1075833932), p. 240 lire sur Google Livres
- Jacques Fiérain, « Mazel », dans La BD à Bruxelles et en Brabant, Charleroi, Éd. l'Âge d'or, avril 2003, 144 p., ill. ; 31 cm (ISBN 9782960119664 et 2960119665, OCLC 470388171, présentation en ligne), p. 103.
- Patrick Gaumer, « Mazel », dans Dictionnaire mondial de la BD, Paris, Larousse, 2010, 953 p., ill. ; 27 cm (ISBN 978-2-0358-4331-9 et 2-0358-4331-6, OCLC 920924930, présentation en ligne), p. 582. .
- Patrick Gaumer (Contributeur), Cauvin (Scénariste) et Mazel (Dessinateur), « Introduction », dans Câline et Calebasse L'Intégrale 1, Marcinelle, Dupuis, coll. « Patrimoine », 2013, 293 p., ill. ; 30 cm (ISBN 978-2-0358-4331-9, OCLC 1010184530, présentation en ligne), p. 4-29. .
- Christophe Quillien, « Drôles de bêtes : Chacal Bill », dans Pif Gadget : 50 ans d'humour, d'aventure et de BD, Hors Collection, octobre 2018 (ISBN 9782258152601), p. 68-69.

#### Périodiques
- Hugues Dayez, « Les aventures d'un journal : Mazel et Cauvin s'attaquent aux paparazzi », Spirou, Dupuis, no 4087,‎ 10 août 2016, p. 25 (ISSN 0771-8071)
- Mazel (int.) et Frédéric Bosser, « La vie n'est pas un long fleuve tranquille », dBD, no 138,‎ novembre 2019, p. 36-43.
- Patrick Gaumer, « Hommage : Mazel l'enchanteur », Spirou, Dupuis, no 4504,‎ 7 août 2024, p. 38-39 (ISSN 0771-8071)

#### Articles
- Mazel (interviewé par Nicolas Anspach), « Interviews : Luc Mazel : (Les Paparazzi, Les Mousquetaires) : « Monsieur Dupuis m’a jeté dans les bras de Cauvin ! » », ActuaBD,‎ 2 août 2011 (lire en ligne, consulté le 2 septembre 2023).
- Didier Pasamonik, « Décès de Luc Mazel, figure de l’École belge humoristique de bande dessinée », ActuaBD,‎ 23 juin 2024 (lire en ligne, consulté le 7 juillet 2024).
- Henri Filippini, « Patrimoine : Luc Mazel : Spirou pleure l’un de ses piliers… », BDzoom,‎ 24 juin 2024 (lire en ligne, consulté le 7 juillet 2024).